# Мытковцы
Мытковцы (укр. Митківці) — село в Летичевском районе Хмельницкой области Украины.
Население по переписи 2001 года составляло 557 человек. Почтовый индекс — 31512. Телефонный код — 3857. Занимает площадь 2,935 км². Код КОАТУУ — 6823083801.

## Местный совет
31511, Хмельницкая обл., Летичевский р-н, с. Мытковцы, ул. Мира, 25